# Gerrit Gerritsz. Cuyp
Gerrit Gerritsz. Cuyp (Venlo, circa 1565 - Dordrecht, begraven 15 mei 1644) was een Noord-Nederlandse glazenier, schilder en tekenaar.

## Biografische aantekeningen
De omstreeks 1565 in Venlo geboren Cuyp vestigde zich als glazenier in Dordrecht. in 1585 werd hij als meester glazenier ingeschreven bij het Dordtse Sint-Lucasgilde, waarvan hij in 1607 decaan zou worden. In 1585 trad hij voor de eerste maal in Dordrecht in het huwelijk. Hij zou nog viermaal hertrouwen in respectievelijk 1602, 1623, 1624 en 1625. De laatste drie huwelijken bleven kinderloos. In 1597 maakte hij voor de Goudse Sint-Janskerk een gebrandschilderd glas, dat door de stad Dordrecht werd geschonken. Cuyp schilderde op het elf meter hoge glas de Hollandse Maagd, gezeten in de Hollandse Tuin, met op de hoeken vier vrouwenfiguren als symbolen voor de deugden voorzichtigheid, matigheid, gerechtigheid en standvastigheid. Cuyp heeft ook voor kerken in Dordrecht en andere steden gebrandschilderde ramen gemaakt. Alleen het ontwerp (carton) van het Goudse glas is bewaard gebleven. Of Cuyp werkelijk de maker van dit glas geweest is wordt in recente publicaties betwijfeld. Aanvankelijk werd gedacht dat Adriaan de Vrije dit glas had geschilderd. In 1880 bleek dat het ontwerp (het carton) in 1598 van Cuyp werd gekocht. Maar onduidelijk is of hij slechts de glasschilder of ook de ontwerper is geweest.
Cuyp was de vader van de schilders Abraham Gerritsz. Cuyp, Gerrit Gerritsz. Cuyp (de jongere), beide zonen uit zijn eerste huwelijk, en van Jacob Gerritsz. Cuyp en Benjamin Gerritsz. Cuyp, beide zonen uit zijn tweede huwelijk. Hij was de grootvader van de schilder Albert Cuyp.
- Biografisch Portaal: 61471285
- Gemeinsame Normdatei: 120576171
- International Standard Name Identifier: 0000 0004 3977 9031
- Nederlandse Thesaurus van Auteursnamen: 156160463
- RKD-Nederlands Instituut voor Kunstgeschiedenis: 90889
- Système universitaire de documentation: 166778133
- Union List of Artist Names: 500014421
- Virtual International Authority File: 279966218
- WorldCat: E39PBJjCW83P3KgxhvpPP6jV4q